# Маньяни, Франко
Франко Маньяни (итал. и амер. англ. Franco Magnani; род. 1934 в Понтито, Италия) — итало-американский художник-самоучка, ставший широко известным после эссе Оливера Сакса в журнале New Yorker, впоследствии вошедшем в книгу писателя «Антрополог на Марсе». По словам Сакса, в 1960-х годах Франко Маньяни переболел лихорадкой, после чего начал писать картины, на которых по памяти, но с фотографической точностью к деталям, изображал родное селение Понтито, покинутое им в юности. В СМИ эта история цитируется в качестве примера необычных неврологических случаев, а самого Франко называют «художником памяти».
Монографические выставки работ Франко Маньяни проходили в разных городах США, Канады и Италии. Первая состоялась в 1988 году в музее «Эксплораториум» в Сан-Франциско.

## Биография

### Жизнь в Италии
Франко Маньяни родился в 1934 году в селении Понтито, предгорной фракции коммуны Пеша, расположенной на высоте 745 метров над уровнем моря. Местное население жило в основном за счёт сельскохозяйственных работ, обработки садов и виноградников. Большая семья Маньяни (Франко был пятым ребёнком) считалась вполне благополучной и жила в достатке. Всё изменила Вторая мировая война. В 1942 году в результате несчастного случая погиб отец семейства, а в 1943 году в Понтито вошла немецкая армия, вынудив жителей покинуть свои дома. Вернулись они уже после войны в наполовину разрушенное селение, сады и виноградники которого пришли в запустение. Разрушенный Понтито оказал сильное психологическое влияние на маленького Франко. Семья стала голодать. Чтобы выжить, мать со старшими детьми начала работать на семейном поле; младшие дети помогали по хозяйству. В 1947 году мать отправила Франка в Лукку заканчивать образование; в 1949 он перебрался в Монтельпучано, где стал учиться на мебельщика. В Понтито он вернулся в 1953 году, но поняв, что тут мебельщики не нужны, и на этом ремесле не заработать, Франко переехал в Рапалло, где поступил на работу поваром. В 1960 году он начал работать коком на судне, курсировавшем между Европой и портами Карибского моря.

### Переезд в США
В 1965 году, когда Франко исполнился тридцать один год, он принял решение эмигрировать в США, где устроился на работу поваром в ресторан. Вскоре после приезда в США Маньяни заболел затяжной лихорадкой и начал стремительно терять вес. Врачи находили у него симптомы делирия, диагностировали височную эпилепсию, однако точный диагноз поставить так и не смогли. После вспышки болезни Франко стал видеть яркие «фотографические видения» Понтито до войны. Чаще всего эти видения приходили к нему во сне, вызывая при этом чувство безотчётной тревоги и предчувствия беды. Иногда он их видел и во время бодрствования (на потолке, стенах, на полу комнаты); при этом видения сопровождались слуховыми и обонятельными галлюцинациями (звон церковных колоколов, запахи ладана, плюща и др.) Зрительные, обонятельные и слуховые галлюцинации были неразделимыми, появляясь в комплексе. Сам Франко так описывал свои ощущения: «Меня преследуют сновидения, воспоминания о Понтито. Эти мысли не дают мне покоя, у меня всё валится из рук». По словам Маньяни, его видения настолько реальные и трёхмерные, что стоит ему повернуть голову, увиденный объект также поворачивается, оказываясь в другом ракурсе. Находясь на лечении в госпитале, Франко стал зарисовывать увиденные картины. Он не имел художественного образования и никогда не увлекался рисованием, но его работы получались на удивление выверенными, целостными и поражали фотографической точностью деталей. Выйдя из госпиталя, Маньяни продолжил переносить свои видения на бумагу и холст, написав несколько сотен видов Понтито. Особенно часто он изображал колокольню церкви, которую видел из окна своей спальни, пейзажи, окружающие селение поля, кладбище, школу, которую немцы заняли во время оккупации, и другие строения. При этом на картинах Маньяни практически отсутствовали люди.
В 1975 году Франко женился на художнице Рут. Пара организовала на северном пляже Сан-Франциско галерею, в которой выставляла свои работы. Галерея назвалась «Pontito». После смерти Рут в 1988 году Франко закрыл галерею. Жена умерла за несколько месяцев до открытия первой монографической выставки Маньяни в музее «Эксплораториум» в Сан-Франциско. Специально для этой экспозиции фотограф Сьюзен Шварценберг съездила в Понтито, где сфотографировала виды селения в примерных ракурсах, изображённых на картинах Маньяни. Таким образом у посетителей появилась возможность сравнить картины с реальными зданиями, увидеть насколько детально снимки соответствуют действительности.

### Оливер Сакс
Для изучения «феномена» Франко Маньяни выставку в Эксплораториуме посетил Оливер Сакс — известный американский невролог, нейропсихолог, писатель и популяризатор медицины. На протяжении нескольких лет он исследовал этот необычный неврологический случай, вместе с Франко посетил его родной Понтито. По результатам своих наблюдений выпустил несколько научных и популярных статей, одну из которых опубликовал в журнале New Yorker, после чего история Франко получила широкую огласку. В 1995 году Сакс включил статью для New Yorker в свою книгу «Антрополог на Марсе» (англ. An Anthropologist on Mars: Seven Paradoxical Tales). На русском языке она несколько раз выходила в издательстве АСТ (2009, 2011, 2012, 2018 годы) и в издательстве Neoclassic (2017 год).
Я было решил, что Маньяни — художник-эйдетик…, но эйдетик не стал бы ограничивать своё творчество видами одной-единственной местности. Маньяни же рисовал только виды Понтито.
Наблюдая за Франко, я пришёл к мысли, что во время видений в его головном мозге происходят внезапные изменения… Такие приступы связаны с эпилептической активностью височных долей головного мозга.Оливер Сакс. «Антрополог на Марсе»
В своей книге Сакс делает вывод, что височная эпилепсия может вызывать чувство ностальгии, а также чрезмерно активировать долговременную память. Он пишет: «Воспоминания могут являться реконструкцией прошлого, осуществляемой с помощью динамического процесса, изменяющего прежние восприятия, а также и репродукцией прошлого — образами, сохранившимися в памяти неизменными и не раз возвращающимися в сферу сознания, которое можно сравнить с палимпсестами».

### Посещение Понтито

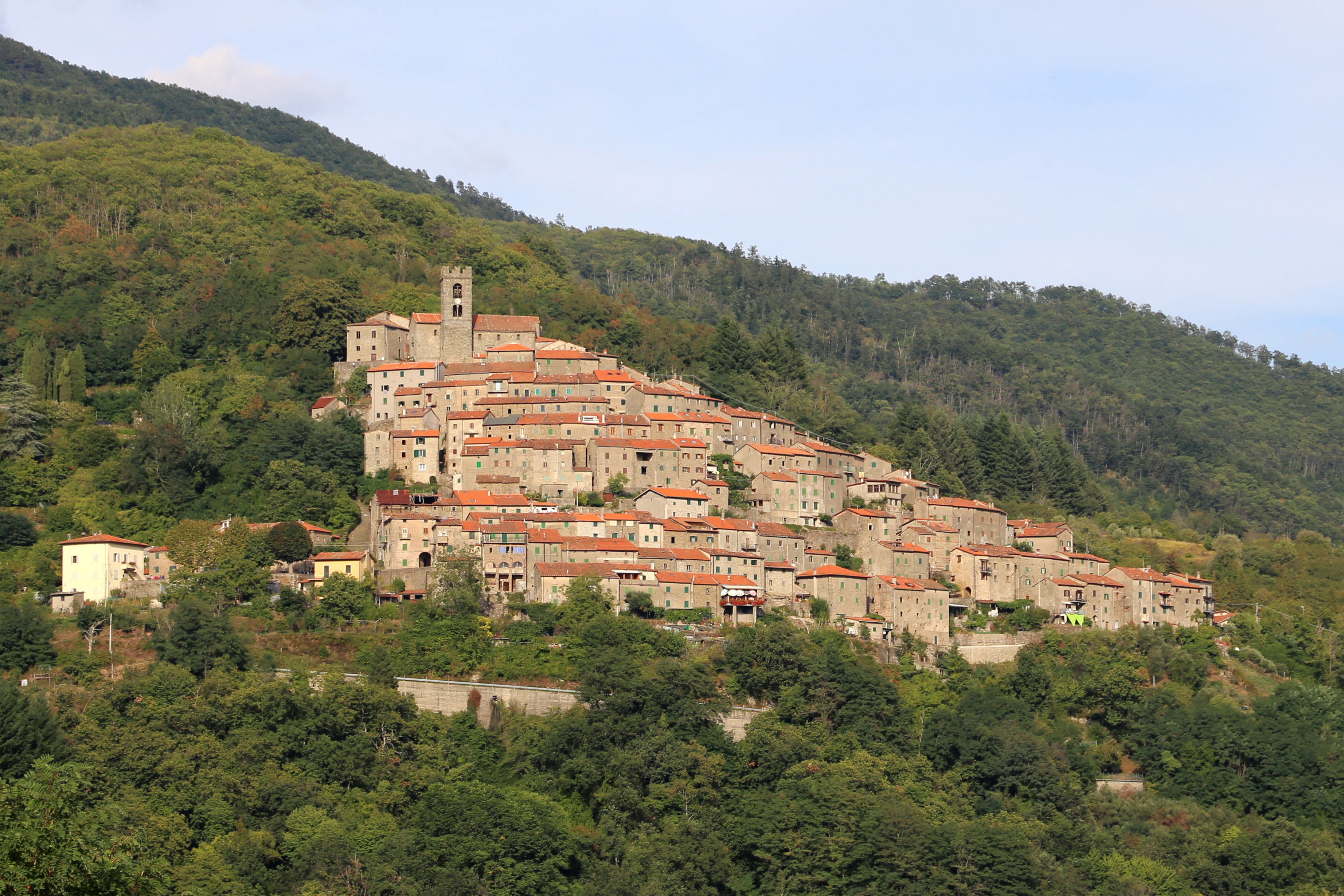
Понтито

В 1990 году Франко вместе с Оливером Саксом приехал в Понтито, в котором не был 37 лет. От увиденного у Маньяни остались двойственные впечатления: городок практически вымер, основное население в нём — старики, многие дома заброшены, поля и сады не обработаны. После возвращения в Соединённые Штаты, Франко, по словам Сакса, стали посещать «видения» сразу двух Понтито: одного — времён его детства, и другого — того, каким он запомнил его после поездки. Причём видения накладывались друг на друга, вызывая у Франко неприятные ощущения. Спустя несколько дней наложение прекратилось, он снова стал «видеть» только городок времён детства. Однако вновь за кисть он взялся только через месяц, а рисовать стал преимущественно миниатюры.
В марте 1991 года Маньяни и Сакс снова приехали в Италию на открытие выставки художника во Флоренции. После выставки Франко заехал в Понтито и прожил в нём три недели. По возвращение в Америку он начал работать над созданием трёхмерного макета городка из картона, кроме того он захотел открыть в Понтито художественный архив и передать в него свои работы.

### Настоящее время
В настоящее время Маньяни живёт в окрестностях Сан-Франциско, продолжает рисовать по памяти виды Понтито, однако в его творчестве появились и работы с видами Калифорнии (не по памяти, а с натуры), а также картины других жанров. Участие в выставках больше не принимает. Работы художника продаются на его официальном сайте; за некоторые он просит до 1 миллиона долларов США.

## Выставки
В 1988 году в музее «Эксплораториум» в Сан-Франциско прошла первая профессиональная выставка художника. В 1989—1993 годах состоялось 41-месячное выставочное турне художника по городам США и Канады (Балтимор, Виннепег, Коннектикут, Питтсбург, Оклахома-Сити, Ванкувер и др.), которое посетило свыше 577 тысяч человек.
В 1990 году в соседнем с Понтито городе Пеша была организована персональная выставка Франко, на которую в Италию, впервые за 37 лет, приехал сам художник. В ходе этой поездки он посетил и свой родной город. В марте 1991 в Италии открылась вторая выставка работ Маньяни, на этот раз во Флоренции в палаццо Медичи-Риккарди. Третью выставку организовали в 1992 году прямо на улицах Пантино, но Франко на неё ехать отказался.

## Критика
Майкл Пирс, рецензируя выставку Франко, писал: «Каждой картине Франко предшествует неожиданный всплеск его удивительной памяти, принимающий форму очередного видения. Такие видения Франко старается как можно быстрее „перенести“ на бумагу… Обычно его видения принимают пространственную, трёхмерную форму, и в этом случае Франко поворачивается то влево, то право, чтобы обозреть всю картину, являющуюся новым видом Понтито. При этом ему удаётся увидеть каждый арочный свод, каждый камень строения, каждую рытвину на дороге». Сьюзен Шварценберг отмечала, что работы художника выполнены в наивной манере и каждая картина проникнута чувством сильной тоски, ностальгии по детству и дому. Она считает, что Франко создал своеобразную «энциклопедию Понтито», снова и снова рисуя одни и те же здания с разных ракурсов, в разное время года, в разное время суток и с разным освещением. Побывав в Понтито и сравнивая фотографии с картинами Маньяни, она обратила внимание, что реальный Понтито намного меньше, его улочки уже, а дома и колокольня ниже. Такие отличия она считает «типичным искажением памяти». Оливер Сакс соглашался со Сьюзен Шварценберг, отмечая, что эти искажения, вероятно, возникли вследствие того, что Франко «запомнил» селение своего раннего детства, а в детстве ему и колокольня казалась выше и улочки шире. О творчестве Маньяни он пишет: «В его работах не нашёл отражения „внутреннего мира“ Понтито, вместо этого все написанные Франко картины явили собой статичные „декорации“, оставив „за кулисами“ обитателей городка и саму жизнь во всех её проявлениях».
СМИ называют Франко Маньяни «художником памяти». При этом основной акцент в статьях делается не на его творчестве, а на иллюстрировании примером Франко необычных способностей человеческого организма, обретение дара (в конкретном случае — рисования) после серьёзной болезни или травмы головного мозга.
Необычная история Франко упоминается не только в книгах по психологии, но и в художественных произведениях (например, в книге Мишель Ричмонд «Год тумана») и даже в учебнике английского языка уровня Pre-intermediate (с англ. — «Ниже среднего» для иностранцев).